# Cofana hoogstraali
Cofana hoogstraali är en insektsart som beskrevs av Young 1979. Cofana hoogstraali ingår i släktet Cofana och familjen dvärgstritar. Inga underarter finns listade i Catalogue of Life.